# Haplochromis cassius
Haplochromis cassius és una espècie extinta de peix de la família dels cíclids i de l'ordre dels perciformes. Podien assolir fins a 9,8 cm de longitud total.
Es trobava al llac Victòria (Àfrica oriental).